# Ямантака
Ямантака (на санскрит: यमान्तक Yamāntaka; тиб. གཤིན་རྗེ་གཤེད་, རྡོ་རྗེ་འཇིགས་བྱེད, Вайли Gshin-rje-gshed; на японски: 大威徳明王, Дайтокумьо (съкр. Дайтоку); кит. 大威德金剛; пинин: Dà wēidé jīngāng; на монголски: Ерлегийн Жаргагч) е буда аспект от класа на будистката Анутара-йога-тантра в школите на Ваджраяна. Името му се превежда като „господаря на смъртта“ или „победителя на смъртта“.
Ямантака е защитен или гневен аспект на бодхисатвата Манджушри и в различен контекст той може да бъде защитник или Херука. Той е един от главните идами на тибетския будизъм, заедно с Хеваджра, Гухясамаджа, Самвара и Калачакра и практиката с него е най-типична за школата Гелуг.

## Значение на името
„Ямантака“ („Убиецът на Яма“), или в по-разпространена титулатура „Шри Бхагаван Ямантака“ (श्री भगवान् यमान्तक; „Славният Блажен убиец на Яма“) – това е по-разпространеното име на Ваджрабхайрава (санскр. „ужасяващ диамант“; на монголски: Очир-Аюулгагч).